# Даллас (телесериал)
«Даллас» (англ. Dallas) — американская телевизионная мыльная опера, транслировавшаяся каналом CBS в прайм-тайм со 2 апреля 1978 по 3 мая 1991 года. Сериал повествует о состоятельной техасской семье Юингов, представители которой занимаются бизнесом в сельском хозяйстве и нефтедобыче. «Даллас» положил начало моде на телевизионные клиффхэнгеры, а его рекламный лозунг Who shot J. R.? привлёк к экранам рекордные 83 млн зрителей, то есть 76 % от смотрящего телевидение населения США. Дополнительную известность сериалу принёс возмутивший многих зрителей девятый сезон — «Сезон-сон», действие которого разворачивалось в альтернативной вселенной, в мечтах одного из персонажей.
На протяжении всех тринадцати лет показа «Далласа» центральную роль жадного и коварного нефтяного магната Дж. Р. Юинга исполнял актёр Ларри Хэгмэн. Сериал номинировался на премию «Эмми» более двадцати раз, завоевав четыре награды; в частности, в категории «Лучшая женская роль в драматическом телесериале» была отмечена Барбара Бел Геддес за роль Мисс Элли. Успех сериала породил франшизу: под названием «Даллас» впоследствии вышли видеоигра, серия книг, комиксы, фильм-приквел, несколько фильмов-сиквелов, а также спин-офф под названием «Тихая пристань», стартовавший в 1979 году и завершившийся в 1993, который, как и оригинальный сериал, длился четырнадцать сезонов.
В 2007 году «Даллас» вошёл в список «100 лучших телешоу всех времён по версии журнала Time». В 2013 году «Даллас» вошёл в аналогичный список по версии журнала Entertainment Weekly. Продержавшись на экранах в течение четырнадцати сезонов, «Даллас» претендует на звание третьей по длительности драмы в истории телевидения, уступая только сериалам «Дымок из ствола» и «Закон и порядок». Четвёртый, пятый и седьмой сезоны занимали первую строчку среди всех телепрограмм в годовых рейтинговых таблицах; девять из четырнадцати сезонов находились среди двадцати наиболее популярных телепередач. «Даллас» стал одним из первых сериалов, получивших международный успех. В 1980-х годах он транслировался в 90 странах мира и был переведён на 67 языков, что для того времени было рекордом.
В 2010 году кабельный телеканал TNT начал работу над продолжением «Далласа». Премьера одноимённого проекта, в котором оказались задействованы ведущие актёры оригинального сериала (Ларри Хэгмэн, Линда Грей и Патрик Даффи), состоялась 13 июня 2012 года. 3 октября 2014 года сериал-возрождение был закрыт после трёх сезонов, из-за спада рейтингов.

## Производство
Первоначально создатель «Далласа» Дэвид Джейкобс хотел создать шоу, в котором бы анализировались семейные проблемы среднего класса. В центре сюжета должна была находиться молодая и независимая женщина, которой в Далласе позже стала Памела Барнс. Персонаж и сам сериал изначально разрабатывался под актрису Линду Эванс, а героиня была родом из Индианаполиса и она по сюжету выходит замуж за мужчину из богатой Техасской семьи. Когда стало ясно, что сериал не сможет преуспеть, строясь только вокруг Памелы, Джейкобс решил сделать акцент на самом городе Даллас и его многочисленных богатых жителях. Эванс в итоге не участвовала в проекте, хотя по иронии судьбы в 1981 году начала играть Кристл Кэррингтон в сериале «Династия», задуманном на волне успеха «Далласа». Когда Линда Эванс отказалась от роли, Джейкобс начал искать другую актрису, и ею стала 28-летняя Виктория Принсипал.
Канал CBS ожидал от Джейкобса яркой и полной разнообразных характеров «мыльной оперы», и проект был заморожен. Из нереализованного проекта, помимо Памелы, Джейкобс позаимствовал уже продуманного персонажа, мисс Элли Саутворт, и начал работу над «Далласом». Роль Мисс Элли досталась номинировавшейся на премию «Оскар» Барбаре Бел Геддес. Позже один из продюсеров сериала, Леонард Кацман, сказал, что «в то время никто не искал именитых актёров», а Бел Геддес призналась, что ей в тот момент просто были нужны работа и деньги. Ларри Хэгмэн вскоре получил роль антагониста Джей Ара Юинга, а Патрик Даффи — положительного героя Бобби Юинга. Изначально роль Джей Ара получил Роберт Фоксуорт, однако тот хотел чтобы сценаристы сделали персонажа более мягким. Тогда же Ларри Хэгмэн, ранее известный в основном по положительным ролям в комедийных сериалах, был заинтересован в роли и хотел чтобы персонаж оставался таким, как его изначально задумали авторы. Хэгмэн получил роль и зимой 1977 года приступил к съемкам.
В 1977 году CBS дал зелёный свет на съемки мини-сериала из пяти частей, своеобразного пилота для сериала. Его премьера состоялась 2 апреля 1978 года на телеканале CBS. Мини-сериал получил негативные отзывы от критиков, однако нашёл неожиданный для канала успех в рейтингах, регулярно попадая в список десяти самых наблюдаемых программ недели, несмотря на трансляцию в качестве замены в середине сезона.
У продюсеров изначально не было никаких планов по расширению проекта, однако когда мини-сериал стал популярен, руководство канала приняло решение развить его в полноценную «мыльную оперу», которая в итоге выходила в эфир в течение тринадцати сезонов, с 23 сентября 1978 по 3 мая 1991 года. Первые пять эпизодов, которые должны были составить мини-сериал, теперь считаются первым из четырнадцати сезонов «Далласа». Их съёмки проходили в штате Техас — собственно в Далласе и на ранчо Клойс-Бокс в городе Фриско. Последующие сезоны также снимались в Далласе, кроме некоторых интерьерных сцен, для которых были построены декорации в павильонах MGM Studios в Голливуде. Экстерьеры дома главных героев в большинстве своём были сняты на ранчо Саутфорк в Техасе. В 1989 году из-за больших расходов на производство съёмки сериала были полностью перенесены в Калифорнию. Оригинальная идея Джейкобса осуществилась в 1979 году, в виде сериала «Тихая пристань», ставшего спин-оффом «Далласа», в центре которого находились Вэлин и Гэри Юинги (Джоан Ван Арк и Тэд Шакелфорд). В отличие от «Далласа», «Тихая пристань» демонстрировала жизнь обычных людей, а в ведущие позиции в нём занимали женские персонажи.
Отличительным признаком «Далласа» стала заставка, в которой исполнители постоянных ролей перечислялись в алфавитном порядке, а не по степени значимости. Музыкальную тему сериала часто называют одной из лучших и наиболее узнаваемых мелодий в истории американского телевидения.

## Концепция
«Даллас» прославился своей зрелищностью и сюжетом, затрагивающим темы богатства, секса, интриг и борьбы за власть. Основным лейтмотивом сериала является давнее соперничество между семействами Юингов и Барнсов, начало которому положил побег Памелы Барнс (Виктория Принсипал) из дома и её свадьба с Бобби Юингом (Патрик Даффи), изображённый в первом эпизоде. За основу сюжета Бобби и Пэм была взята история «Ромео и Джульетты», которая разворачивалась в современном Техасе.
Предыстория вражды Юингов и Барнсов восходит к 1930 году, когда Джон Росс «Джок» Юинг-первый (Джим Дэвис) обманул своего лучшего друга и партнёра по бизнесу Уилларда Барнса, влюблённого в жену Джока — Элеонору «Мисс Элли» Саутворт (Барбара Бел Геддес). Семейство Элли, в отличие от Юингов, занималось скотоводством. После свадьбы Элли и Джок поселились на семейном ранчо Саутвортов; у них родились трое сыновей — Джон «Дж. Р.» Росс-младший (Ларри Хэгмэн), Гэри (Тэд Шакелфорд) и Бобби (Патрик Даффи).
Джон Росс Юинг-младший, отличавшийся недобросовестностью и алчностью, женился на бывшей модели, победительнице конкурса «мисс Техас» Сью Эллен Шепард (Линда Грей). Бобби, в отличие от старшего брата, руководствовался высокими моральными принципами и стремился проявлять честность. В свою очередь, Гэри был любимым сыном мисс Элли, однако находился в конфликте с отцом и старшим братом. Из-за разногласий с родными, а также по причине эмоциональной неустойчивости, его ещё в детстве исключили из семейного бизнеса. Позже Гэри женился на официантке Вэлин Клеменс (приглашённая звезда Джоан Ван Арк), родившей ему дочь Люси (Шарлин Тилтон). Ещё до начала событий сериала Дж. Р. Юинг прогнал Гэри и Вэлин из Саутфорка, отдав Люси на воспитание бабушке и дедушке.
В первых эпизодах сериала Люси пыталась соблазнить Рэя Креббса (Стив Кэнэли), работника ранчо, который, как выяснилось позже, оказался внебрачным сыном Джока, родившимся во время Второй мировой войны. Этот сюжетный ход был придуман, когда недовольный своей малозаметной и слишком простой ролью Стив Кэнэли захотел отказаться от дальнейших съёмок. Чтобы сделать характер персонажа более глубоким, Хэгман предложил продюсерам ввести новую сюжетную линию, в которой Рэй оказывался бы сводным братом Гэри и дядей Люси.
Рэй ранее встречался с Памелой Барнс, однако та была влюблена в Бобби Юинга и вышла за него замуж в пилотном эпизоде, чем шокировала оба семейства. Дж. Р. Юинг, ненавидевший Барнсов, не желал, чтобы Памела оставалась в Саутфорке, и постоянно пытался испортить её отношения с Бобби. В то же время между братом Памелы, Клиффом Барнсом (Кен Керчевал), унаследовавшим от отца ненависть к Юингам, и Джоном Россом разворачивался конфликт.
В ходе развития интриги сериала важность сюжетной линии Бобби и Памелы постепенно снизилась; в 1987 году Виктория Принсипал окончательно покинула проект. В центре сюжета теперь оказался Джей Ар: его грязные финансовые махинации превратились в своего рода визитную карточку «Далласа», а он сам стал главным героем, несмотря на то, что задумывался как антагонист. Когда в 1991 году сериал завершился, оказалось, что Джон Росс Юинг был единственным персонажем, появившимся в каждом его эпизоде.
Почти все сезоны «Далласа» заканчивались клиффхэнгерами. Наиболее известным стал финал третьего сезона A House Divided, после показа которого пресса подхватила теглайн сериала — «Кто стрелял в Дж. Р.?».

## Актёры и персонажи

### Основной состав
В мини-сериале из пяти частей принимали участие шесть основных актёров, перечисленных в алфавитном порядке во вступительной заставке: Барбара Бел Геддес в роли Мисс Элли Юинг; Джим Дэвис в роли её мужа Джока Юинга, основателя фирмы «Юинг Ойл» и главы семейства Юингов; Патрик Даффи в роли их младшего сына Бобби; Виктория Принсипал в роли Памелы Барнс Юинг; Ларри Хэгмэн в роли Джона Росса, старшего сына Элли и Джока; Шарлин Тилтон в роли Люси Юинг, молодой девушки, чьи родители были изгнаны с ранчо Джоном Россом.
Не попавшие в основной состав, но появлявшиеся в каждом эпизоде первого сезона Линда Грей (сыгравшая страдающую алкоголизмом жену Джона Росса Сью Эллен), Стив Кэнэли (исполнивший роль рабочего Рэя Креббса) и Кен Керчевал (снявшийся в роли Клиффа Барнса) позднее вошли в число основных актёров: Грэй и Кэнэли — начиная с первого эпизода второго сезона, осенью 1978 года, а Керчевал — год спустя. В последующих сезонах в сериал регулярно добавлялись новые персонажи, а старые периодически его покидали.
В пятом сезоне, после трёх лет в повторяющемся статусе, Сьюзан Ховард, игравшая роль Донны Кэлвер Креббс, политика и вдовы бывшего губернатора Техаса, первой жены Рэя и матери его дочери Маргарет, вошла в основной актёрский ансамбль. В восьмом сезоне к главному составу присоединились актёр и певец Говард Кил в роли Клейтона Фэрлоу, нового мужа мисс Элли, за которого она вышла замуж после смерти Джока, а также Присцилла Пресли в роли Дженны Уэйд — школьной любви Бобби, впоследствии родившей от него ребёнка. Хотя Кил периодически появлялся в сериале ещё с четвёртого сезона, постоянным актёром он стал только в восьмом; Присцилла Пресли впервые снялась в «Далласе» в конце седьмого сезона. Ранее, во втором сезоне, роль Дженны Уэйд сыграла приглашённая звезда Морган Фэйрчайлд. В восьмом сезоне Донна Рид также присоединилась к съёмкам, временно заменив Барбару Бел Геддес в роли мисс Элли до её возвращения в следующем сезоне.
После нескольких «гостевых» появлений в восьмом сезоне Дэк Рэмбо, исполнявший роль Джека Юинга, вошёл в число основных актёров, однако покинул съёмки уже в середине десятого сезона. Одновременно с уходом Рэмбо в сериале дебютировала Шири Дж. Уилсон в роли Эйприл Стивенс, бывшей жены Джека Юинга; она периодически появлялась в десятом и одиннадцатом сезонах, а в двенадцатом вошла в регулярный состав. Хотя изначально продюсеры намеревались изобразить Эйприл Стивенс злодейкой, в ходе развития сюжета её характер значительно изменился. В конце концов Эйприл стала второй женой Бобби Юинга.
В тринадцатом сезоне к съёмкам в «Далласе» присоединились несколько новых актёров, в том числе лауреат премии «Оскар» Джордж Кеннеди в роли Картера Маккея, купившего ранчо Рэя после того, как тот переехал в Швейцарию с Дженной; Кэти Подвелл, сыгравшая Кэлли Харпер Юинг, молодую и наивную вторую жену Джона Росса; Саша Митчелл исполнил роль Джеймса Бомонта, незаконнорождённого сына Дж. Р. Юинга; Кимберли Фостер снялась в роли Мишель Стивенс, хитрой сестры Эйприл; наконец, британская актриса Лесли-Энн Даун сыграла Стефани Роджерс. В заключительном четырнадцатом сезоне к основному составу присоединилась Барбара Сток в роли Лиз Адамс, невесты Клиффа.

### Второстепенный состав
За четырнадцать лет показа в сериале появилось значительное количество второстепенных персонажей, чьи роли исполняли актёры, не входившие в постоянный состав. Наиболее заметными из непостоянных участников съёмок стали Мэри Кросби (сезоны 3-4 и 14), игравшая Кристин Шепард (сестру Сью Эллен, имевшую роман с Джоном Россом и стрелявшую в него в клиффхэнгере Who shot J. R.?); Джаред Мартин (сезоны 3-6, 8-9 и 14) в роли ковбоя Стивена (любовника Сью Эллен и приёмного сына Клейтона); Ли Макклоски (сезоны 4-5, 8 и 12), исполнивший роль студента-медика Митча Купера (мужа Люси); Одри Ландерс (сезоны 4-8 и 12-13), сыгравшая начинающую певицу Эфтон Купер (сестру Митча и давнюю невесту Клиффа); Присцилла Пойнтер (сезоны 4-6) в роли Ребекки Уэнтворт Барнс (матери Памелы и Клиффа); Морган Бриттани (сезоны 5-8 и 11), которой доверили роль Кэтрин Уэнтворт (сумасшедшей сестры Клиффа и Памелы, безумно влюблённой в Бобби Юинга); Джон Бек (сезоны 6-7 и 9) в роли Марка Грейсона (друга Памелы); Барбара Каррера (сезон 9), исполнившая роль Анжелики Ниро, основной злодейки сезона; победительница конкурса «Мисс США» Дебора Шелтон (сезоны 8-10), сыгравшая модель Мэнди Уингер (любовницы Джона Росса); Дженили Харрисон (сезоны 8-10) в роли Джейми Юинг Барнс (сестры Джека и жены Клиффа); наконец, Эндрю Стивенс (сезоны 11-12), который появился в сериале в роли Кейси Денаута, молодого вора-карманника.
Важными персонажами второго плана, фигурировавшими в «Далласе», были Джон Росс Юинг-третий — сын Дж. Р. Юинга и Сью Эллен (его роль в 4-6 сезонах играл Тайлер Бэнкс, а в 7-14 — Омри Кац), Кристофер Юинг — приёмный сын Бобби и Памелы (Эрик Фэрроу в 6-8 сезонах и Джошуа Харрис в 9-14) и Шарлотта Уэйд (Шэлейн Макколл в 7-11 сезонах).
Среди других второстепенных действующих лиц, наиболее часто появлявшихся в сериале, можно отметить деловых партнёров семейства Юингов — Джордана Ли (актёр Дон Старр, сезоны 2-14), Мэрили Стоун (Ферн Фицджеральд, сезоны 2-13), Энди Брэдли (Пол Соренсен, сезоны 2-10), Марвина Андерсона (Морган Вудворд, сезоны 4-11) и Джереми Вендела (Уильям Смитерс, сезоны 4-5, 8-12); детектива Гарри Максвида (Джеймс Браун, сезоны 2-12); адвоката Харва Смитфилда (Джордж О. Петри, сезоны 3-14); Дейва Калвера, пасынка Донны (Том Фоккелло, сезоны 3-6, 8, 10-11 и 13-14).
У некоторых «фоновых» персонажей нет отдельных сюжетных линий: это секретари Бобби — Конни Брэшер (Донна Буллок в первом сезоне, Энн Форд и Нэнси Блейер во втором, Джин Майклс во 2-4), Филлис Уэпнер (Дебора Трэнелли, сезоны 4-14), Луэлла Тмин Ли (Мэг Галлахер, сезоны 2-4) и Слай Ловенгер (Дебора Реннард, сезоны 5-14); секретарь Клиффа Джеки Дуган (Шерри Линн Реттино, сезоны 2-5 и 7-14); секретарь «Юинг Ойл» Кендалл Чепмен (Даноне Симпсон, сезоны 6-14); Тереза, горничная на ранчо (Розанна Кристиансен, сезоны 6-14), а также сотрудники нефтяного клуба — Дора Мэй (Пэт Кольбер, сезоны 7-14), Кэсси (Энн Лукас, сезоны 5-10) и Дебби (Дебора Мари Тейлор, сезоны 11-14).

### Приглашенные звёзды
В съёмках каждого сезона сериала участвовали известные кино- и телеактёры. В первом и втором сезоне наиболее заметной приглашённой звездой стала Тина Луиз, сыгравшая роль Джули Грэй, первой секретарши Джона Росса Юинга, с которой у него завязался роман. В первом эпизоде второго сезона на экране впервые появилась Джоан Ван Арк в роли Вэлин Юинг, матери Люси, некогда изгнанную из Далласа Джоном Россом. В том же сезоне Марта Скотт исполнила роль Патрисии Шепард, матери Сью Эллен, а Барбара Бэбкок сыграла Лиз Крейг, начальницу Памелы. В последующих сезонах в эпизодических ролях в сериале появлялись Барри Нельсон, Патти Маккормак, Мелоди Андерсон, Джоанна Кэссиди, Сьюзан Флэннери, Алексис Смит, Лоис Чайлз, Розмари Форсайт, Иэн Макшейн, Барбара Каррера, Гейл Ханникат, Марк Сингер, Джордж Чакирис, Ли Тейлор-Янг и другие известные актёры.
Среди наиболее значимых приглашённых звёзд последнего сезона можно выделить Сьюзан Луччи, сыгравшую роль злодейки Шейлы Фоули / Хилари Тейлор, которая убивает Эйприл во время её медового месяца в Париже, а также Барбару Иден, снимавшуюся в шестидесятых с Ларри Хэгмэном в ситкоме «Я мечтаю о Джинни» — она исполнила роль Линн де ла Вега, женщины из прошлого Джона Росса.

### Потери в актёрском составе
К концу сериала в нём остались только три постоянных персонажа (Джон Росс, Бобби и Клифф) — другие либо умерли, либо покинули город.
Джок Юинг стал первым действующим лицом, покинувшим сериал в конце четвёртого сезона. Он погиб в закадровой авиакатастрофе; этого персонажа пришлось устранить, поскольку актёр Джим Дэвис, исполнявший его роль, скончался весной 1981 года. В финале восьмого сезона в 1985 году зрители увидели смерть Бобби Юинга, одного из двух главных мужских персонажей сериала. Этот сюжетный ход был придуман сценаристами из-за того, что Патрик Даффи решил не продлевать свой контракт и завершить съёмки. Весь следующий сезон актёр и его персонаж отсутствовали в сериале, однако в финальном эпизоде он вернулся, так как продюсеры решили вновь ввести Даффи в основной состав и «превратили» весь прошедший без него сезон в сон Памелы. «Сезон-сон» стал одним из самых возмутительных и неожиданных моментов в истории телевидения; он повлиял на сюжетные линии каждого из персонажей сериала. Многие действующие лица, введённые в этом сезоне, более не появлялись в «Далласе».
В 1987 году актриса Виктория Принсипал решила отказаться от дальнейших съёмок в роли Памелы Юинг, чтобы сосредоточиться на других проектах и посвящать больше времени продюсерской деятельности, поэтому в финале десятого сезона её персонаж получил серьёзные ранения в автомобильной аварии и покинул город. Памела всё же вновь появилась в сезоне 1988-89 годов, но уже в исполнении актрисы Маргарет Майклс. Смену внешности Памелы создатели сериала объяснили рядом пластических операций, которые она сделала после автокатастрофы. Однако впоследствии этот персонаж умер от загадочной болезни. Также в конце десятого сезона сериал покинули ещё два постоянных актёра — Сьюзан Ховард и Стив Кэнэли, сыгравшие, соответственно, Донну Кэлвер Креббс и Рэйя Креббса. Шарлин Тилтон, исполнявшая роль Люси Юинг, первый раз покинула проект в конце восьмого сезона в 1985 году, затем вернулась на съёмки весной 1988 года и появилась ещё в двух сезонах.
В финале двенадцатого сезона сериал покинула Линда Грэй, игравшая роль Сью Эллен Юинг с самого начала показа «Далласа». Уход Грэй стал неожиданностью для зрителей. Как позже объясняла сама актриса, после одиннадцати лет, которые она исполняла свою роль, она решила, что ей пора двигаться дальше и заниматься другими проектами .
Барбара Бел Геддес, сыгравшая мисс Элли, несколько раз уходила из сериала. Впервые она частично отказалась от съёмок в 1983 году из-за проблем со здоровьем, а после окончания седьмого сезона в 1984 году полностью прекратила участие в работе над «Далласом», после чего её роль была предложена обладательнице премии «Оскар» Донне Рид. Тем не менее, после курса лечения Бел Геддес решила вернуться в сериал в конце восьмого сезона, и Донне Рид пришлось уступить ей роль. Разразился громкий скандал в прессе; незаконно уволенная Рид начала судебный процесс против продюсеров, выиграла дело и получила 1 млн долларов в качестве компенсации за причинённый моральный ущерб. Во второй и последний раз Бел Геддес покинула сериал весной 1990 года, в конце тринадцатого сезона. Тогда же сниматься в «Далласе» прекратила Лесли-Энн Даун, игравшая Стефани Роджерс (она подписала контракт на участие только в тринадцати эпизодах). Таким образом, Лесли-Энн Даун оказалась самой недолго снимавшейся в сериале актрисой основного состава.
В заключительном сезоне сериала участвовали десять постоянных актёров, и пятеро из них покинули съёмки перед финальным эпизодом, хотя продолжали появляться во вступительной заставке. Ховард Кил сыграл лишь в четырёх сериях, чтобы завершить сюжетную линию своего персонажа Клейтона Фэрлоу, а Эйприл Стивенс в исполнении Шири Дж. Уилсон погибла в начале сезона от рук героини Сьюзан Луччи. Уход Уилсон был обусловлен беременностью актрисы. Кэти Подвелл оставила сериал в середине сезона, когда её героиня Кэлли Харпер Юинг решила уехать от Джона Росса вместе с ребёнком и новым приятелем. Вскоре Барбара Сток, исполнявшая роль Лиз Адамс, и Саша Митчелл, игравший Джеймса Бомонта, также завершили участие в «Далласе».

## Обзор сезонов
| Сезон | Сезон              | Эпизоды | Оригинальная дата выхода | Оригинальная дата выхода | Ранк | Релиз на DVD    | Релиз на DVD                                                  | Релиз на DVD    |
| Сезон | Сезон              | Эпизоды | Премьера сезона          | Финал сезона             | Ранк | Регион 1        | Регион 2                                                      | Регион 4        |
| ----- | ------------------ | ------- | ------------------------ | ------------------------ | ---- | --------------- | ------------------------------------------------------------- | --------------- |
|       | 1                  | 5       | 2 апреля 1978            | 30 апреля 1978           | 44   | 8 августа 2004  | 1 ноября 2004 (Великобритания) 20 мая 2005 (Германия)         | 22 октября 2004 |
|       | 2                  | 24      | 23 сентября 1978         | 30 марта 1979            | 12   | 8 августа 2004  | 1 ноября 2004 (Великобритания) 20 мая 2005 (Германия)         | 19 октября 2005 |
|       | 3                  | 25      | 21 сентября 1979         | 21 марта 1980            | 6    | 9 августа 2005  | 26 сентября 2005 (Великобритания) 16 сентября 2005 (Германия) | 19 октября 2005 |
|       | 4                  | 23      | 7 ноября 1980            | 1 мая 1981               | 1    | 24 января 2006  | 22 мая 2006 (Великобритания) 16 июня 2006 (Германия)          | 5 мая 2006      |
|       | 5                  | 26      | 9 октября 1981           | 9 апреля 1982            | 1    | 1 августа 2006  | 17 ноября 2006 (Великобритания) 17 ноября 2006 (Германия)     | 6 декабря 2006  |
|       | 6                  | 28      | 1 октября 1982           | 6 мая 1983               | 2    | 30 января 2007  | 19 февраля 2007 (Великобритания) 2 марта 2007 (Германия)      | 5 июня 2007     |
|       | 7                  | 30      | 30 сентября 1983         | 18 мая 1984              | 1    | 31 июля 2007    | 17 сентября 2007 (Великобритания) 17 августа 2007 (Германия)  | н/д             |
|       | 8                  | 30      | 28 сентября 1984         | 17 мая 1985              | 2    | 12 февраля 2008 | 18 февраля 2008 (Великобритания) 28 марта 2008 (Германия)     | н/д             |
|       | 9                  | 31      | 27 сентября 1985         | 16 мая 1986              | 6    | 15 июля 2008    | 22 сентября 2008 (Великобритания) 15 августа 2008 (Германия)  | н/д             |
|       | 10                 | 29      | 26 сентября 1986         | 15 мая 1987              | 11   | 13 января 2009  | 19 января 2009 (Великобритания) 16 января 2009 (Германия)     | н/д             |
|       | 11                 | 30      | 25 сентября 1987         | 13 мая 1988              | 22   | 21 апреля 2009  | 20 июля 2009 (Великобритания) 17 июля 2009 (Германия)         | н/д             |
|       | 12                 | 26      | 28 октября 1988          | 19 мая 1989              | 29   | 19 января 2010  | 1 марта 2010 (Великобритания) 5 марта 2010 (Германия)         | н/д             |
|       | 13                 | 27      | 22 сентября 1989         | 11 мая 1990              | 43   | 13 апреля 2010  | 13 сентября 2010 (Великобритания) 5 ноября 2010 (Германия)    | н/д             |
|       | 14                 | 23      | 2 ноября 1990            | 3 мая 1991               | 61   | 18 января 2011  | 21 марта 2011 (Великобритания) 21 января 2011 (Германия)      | н/д             |
|       | ТВ фильмы и прочее | 4       | 23 марта 1986            | 7 ноября 2004            | н/д  | 12 апреля 2011  | н/д                                                           | н/д             |

В 2004 году компания Warner Bros. Television начала издавать сезоны сериала на DVD как в США, так и в других странах. 12 апреля 2011 года в продажу было выпущено полное коллекционное издание «Далласа» на пятидесяти семи дисках.

### Клиффхэнгеры
«Даллас» прославился клиффхэнгерами в финалах каждого сезона. Все эпизоды, не только заключительные, заканчивались драматическими сценами. Так, в конце первого сезона Памела потеряла своего ребёнка, спасаясь от Джона Росса; в конце второго беременная Сью Эллен попала в автомобильную аварию и оказалась в состоянии между жизнью и смертью.
Наибольшую известность приобрёл клиффхэнгер третьего сезона, получивший название A House Divided. Эпизод завершается, когда в Джона Росса в его офисе трижды стреляет неизвестный. Практически каждый персонаж «Далласа» был в числе подозреваемых, даже его мать, но большинство зрителей полагали, что стреляла Сью Эллен. В Великобритании даже принимались ставки на то, кто на самом деле совершил покушение; ставки на Сью Эллен доходили до $ 234 000. Зрителям пришлось дожидаться разгадки восемь месяцев, и за этот период в массовой культуре закрепилась фраза «Кто стрелял в Дж. Р.?», которая затем была многократно воссоздана и спародирована в других телепередачах. Эта сюжетная линия стала настолько популярной, что на улицах можно было увидеть наклейки на бамперах машин, гласящие «Дж. Р. в президенты», а некий пастор из Техаса пытался привлечь аудиторию вывеской «Дж. Р. проповедует здесь каждое воскресенье». В 2009 году серия вошла в список «Ста лучших эпизодов сериалов всех времён» по версии TV Guide.
В финале четвёртого сезона перед зрителями был поставлен вопрос, кто же утонул в бассейне на ранчо: Клифф, явившись на ранчо по делам, обнаружил мёртвую женщину и увидел Джона Росса, который стоял на балконе и спокойно смотрел на тело. На этом эпизод закончился, и в премьере следующего сезона зрители узнали, что жертвой была Кристин Шепард, годом ранее стрелявшая в Джона Росса. Пятый сезон завершился сценой, в которой Сью Эллен сидела у постели Клиффа Барнса, впавшего в кому после неудачной попытки самоубийства; шестой — дракой между Джоном Россом и Рэем Креббсом, а также пожаром. В финале следующего сезона произошло ещё одно покушение на Джона Росса, в результате которого неизвестный убийца по ошибке тяжело ранил Бобби Юинга (этот персонаж выжил, однако год спустя был сбит машиной и умер в больнице).
Финал девятого сезона стал одним из самых шокирующих в истории сериала. Злодейка Анжелика Ниро намеревалась убить Джона Росса, но ей помешали, и тогда она подложила бомбу в машину Джека Юинга, взорвавшуюся, когда внутри находился Джейми. Узнав об этом, Джон Росс спешно покинул офис и отправился в квартиру Джека; тем временем Сью Эллен начала его искать, и после того, как она вошла в офис Джона Росса, вторая бомба, оставленная Анжеликой, сработала и уничтожила весь этаж. В следующей сцене зритель видит Памелу, которая просыпается и идёт в душ, где обнаруживает живого и здорового Бобби Юинга. В премьерном эпизоде следующего сезона объяснялось, что весь девятый сезон был сном Памелы. Съёмки сцены с Патриком Даффи проходили в строжайшем секрете, из всей съёмочной группы только Виктория Принсипал знала о его возвращении. «Воскрешение» одного из наиболее популярных персонажей было обусловлено некоторым падением рейтингов, однако решение продюсеров стереть целый сезон подверглось не менее резкой критике, и «Даллас» не смог восстановить прежнюю рекордную популярность. Зрители чувствовали себя обманутыми, когда выяснилось, что ничего из показанного на самом деле не произошло, и рейтинги постепенно начали падать. В 2005 году TV Guide поместил этот клиффхэнгер на третье место в списке «Ста самых неожиданных моментов в истории телевидения».
В финале десятого сезона зрители увидели гибель Памелы Юинг в автомобильной катастрофе; следующий сезон завершился сценой, в которой Джон Росс в ходе драки скинул любовника Сью Эллен с балкона, после чего та трижды выстрелила в мужа и позвонила в полицию, заявив, что хотела бы сообщить о двойном убийстве. Двенадцатый сезон закончился победой Сью Эллен над Джоном Россом и её отъездом из Далласа, тринадцатый — расставанием Джона Росса с новой женой, Кэлли.
Захватывающим оказался и последний эпизод сериала. В финале Джон Росс потерял всё, что было ему дорого, и оказался на грани самоубийства. Спустя годы Клифф Барнс наконец-то стал хозяином «Юинг Ойл», а Джон Росс в заключительной сцене начал представлять, как всё могло бы сложиться, если бы он не родился. В двухчасовой финальной серии зрителям показывались мечты Джона Росса, а в последней сцене «Далласа» этот персонаж подносил к виску заряженный пистолет, после чего раздавался выстрел. Зрители оставались в неведении относительно того, как же на самом деле завершился сериал, ещё в течение пяти лет, вплоть до выхода фильма «Даллас: Джей Ар возвращается», который раскрыл интригу финала.

### Финал
После десятого сезона рейтинги сериала медленно начали снижаться. Это было обусловлено прежде всего негативной реакцией зрителей на «сезон-сон», в финале которого вернули из мёртвых Бобби. К началу четырнадцатого сезона сериал лишился нескольких основных актёров и прежних рейтинговых позиций, выбыв из числа пятидесяти самых популярных программ. Осенью 1990 года канал CBS решил, что четырнадцатый сезон будет последним. Двухчасовой финал транслировался 3 мая 1991 года и получил неоднозначные отзывы критиков из-за клиффхэнгера на последних минутах эпизода. Тем не менее, финал привлёк 33,3 млн зрителей, то есть сорок процентов от всех смотревших телевизор в тот вечер. Это самое большое количество зрителей сериала с января 1987 года.

### История трансляции
Мини-сериал 1978 года изначально транслировался по субботам, однако вскоре был перенесен на вечер воскресенья. Второй сезон транслировался по воскресеньям в 10 вечера, а в январе 1979 года переехал на пятницу в 10 вечера.
- Воскресенье — 10:00-11:00 часов вечера CBS: со 2 по 30 апреля 1978 года и с 15 октября 1978 по 14 января 1979[3][21]
- Суббота — 10:00-11:00 часов вечера CBS: с 23 сентября по 14 октября 1978 года[3][21]
- Пятница — 10:00-11:00 часов вечера CBS: с 26 января 1979 года по 27 ноября 1981 и с 30 марта по 21 декабря 1990 года[3][21]
- Пятница — 9:00-10:00 часов вечера CBS: с 4 декабря 1981 по 16 марта 1990 года и с 4 января по 3 мая 1991 года[3][21]

### Синдикация
С осени 1984 года «Даллас» выходил в телевизионной синдикации на местных станциях, хотя повторы не достигали такого же успеха, как на CBS. В девяностых шоу выходило на Spike TV, а с 2003 по 2008 год — на SOAPnet. С 1 января 2011 года сериал транслируется на CMT, а перед стартом продолжения все эпизоды были доступны для онлайн-просмотра на сайте канала TNT.

## Реакция

### Награды и номинации
За свою тринадцатилетнюю историю сериал был номинирован или получил более ста двадцати различных премий. Тем не менее, несмотря на успех и хорошие отзывы критиков, проект никогда не выигрывал премию «Эмми» за лучший драматический сериал, хотя номинировался на неё дважды, в 1980 и 1981 годах. Однако, сериал получал премию «Эмми» четырежды, включая победу Барбары Бел Геддес в категории за «Лучшую женскую роль в драматическом телесериале» в 1980 году. Бел Геддес также номинировалась в 1979 и 1981 годах. Наибольшее количество номинаций сериал получил в 1981 году, сразу шесть, в категориях за «Лучший драматический сериал», «Лучшего актёра в драматическом сериале» (Джим Дэвис и Лари Хэгман), «Лучшую актрису в драматическом сериале» (Линда Грэй и Барбара Бел Геддес) и «Лучший монтаж видео в сериале».
Сериал пятнадцать раз выдвигался на соискание премии «Золотой глобус», выиграв одну награду в 1981 году, в категории «Лучшая женская роль в телевизионном сериале — драма» (Барбара Бел Геддес). Сам же сериал пять раз номинировался как «Лучший телевизионный сериал — драма». Также в разные годы номинировались в категориях «Лучшая мужская роль в телевизионном сериале — драма» — Ларри Хэгман (в 1981, 1982, 1983 и 1985 годах), «Лучшая женская роль в телевизионном сериале — драма» — Линда Грэй (1981 и 1982) и Виктория Принсипал (1983). Кроме этого, сериал выиграл четыре премии «Выбор народа» в категории «Любимый драматический сериал», восемнадцать наград журнала «Дайджест мыльных опер», три «Бэмби» и «Молодой актёр», а также ряд других призов.

### Телевизионные рейтинги
«Даллас» не сразу стал хитом, а постепенно наращивал аудиторию. Мини-сериал, вышедший весной 1978 года, занял сорок четвёртую строчку в годовой таблице телевизионных рейтингов, а ко второму сезону поднялся сразу на двенадцатое место. Благодаря клиффхэнгеру с алкоголизмом и беременностью Сью Эллен в финале второго сезона, рейтинги третьего резко пошли в гору, и сериал занял шестое место в годовой таблице. В следующем году сериал поднялся на вершину списка самых просматриваемых программ на телевидении и продержался на нём два года. После пятого сезона «Даллас» опустился до второго места, а к шестому вновь занял верхнюю строчку. В седьмом сезоне сериал вновь опустился на позицию вниз, когда проиграл «Династии», снятой на волне успеха «Далласа».
Самым просматриваемым эпизодом сериала стал Who Done It ?, показанный 21 ноября 1980 года и привлёкший рекордные на тот момент 83 миллиона американских зрителей, что составляло 76 процентов телезрителей страны. Большее количество зрителей собрал только финал сериала «МЭШ» три года спустя. На международном же уровне эпизод посмотрело почти 360 миллионов зрителей, рекорд, который так и не был побит ни одной другой программой.
Рейтинги сериала пошли на спад в девятом сезоне, когда он лишился Патрика Даффи, одного из ведущих актёров проекта. В следующем сезоне из-за неоднозначно принятого зрителями сезона-сна и ухода Виктории Принсипал рейтинги снова упали, на сей раз до двадцать второго места. Одиннадцатый сезон опустился до двадцать девятого, а тринадцатый, после ухода Линды Грэй — до сорок третьего. В попытках повысить рейтинги продюсеры старались вводить в сериал новых героев, однако они не помогли вернуть шоу прежней популярности. Последний сезон занял шестьдесят первое место в годовой рейтинговой таблице. Тем не менее, финальный эпизод сериала стал одним из наиболее просматриваемых в истории американского телевидения, его наблюдало более 33 млн зрителей.
В СССР летом 1991 года по первому каналу было показано 5 серий сериала.
В России сериал транслировался каналом СТС со 2 декабря 1996 по 14 апреля 1998 года, став самой рейтинговой программой канала за этот период.

### Влияние и наследие
«Даллас» часто называют первой успешной мыльной оперой в прайм-тайм. Основным залогом успеха считается нестандартный главный герой-антагонист, Джей Ар Юинг, которого часто называют величайшим телевизионным злодеем всех времён. Сериал также считается первой успешной серьёзной семейной драмой, которая смогла достичь рейтинговых успехов. До старта «Далласа» в 1978 году в основном успешными были ситкомы, такие как «Все в семье», «Шоу Мэри Тайлер Мур» и «Счастливые дни», а серьёзные драмы, за исключением мини-сериалов, такие как «Семья», хотя и были любимы критиками, но не привлекали широкую аудиторию.
Другие каналы попытались скопировать формулу Далласа, запуская такие проекты как «Династия» с Джоном Форсайтом и Линдой Эванс на ABC и «Фламинго-роуд» с Морган Фэйрчайлд на NBC, хотя ни тот, ни другой не смогли повторить успех своего предшественника. Оба шоу, так же, как и «Даллас», ставили в центр сюжета отрицательных героев. В «Династии» главной злодейкой была Алексис Колби, которая была введена в начале второго сезона, а роль исполняла актриса Джоан Коллинз, а тем временем в «Фламинго-роуд» — Констанс Уэлдон Карлайл в исполнении Морган Фэйрчайлд. Оба персонажа в 2004 году были включены каналом E! в список «Пятидесяти самых злых женщин в прайм-тайм».
В 1980 году CBS запустил аналогичное «Далласу» шоу — «Фэлкон Крест» о вражде двух винодельческих кланов. Сериал транслировался на протяжении девяти сезонов по пятницам, после «Далласа». В девяностых популярность мыльных опер резко пошла на спад, но в двухтысячных канал ABC попытался возродить жанр, выпустив сначала сериал «Отчаянные домохозяйки» в 2006 году, а после — «Братья и сёстры», который, по заявлениям его продюсеров, должен был стать «Далласом нового тысячелетия».
В 2011 году успех сериала «Месть», который часто называют «Вторым пришествием Далласа», привёл к попыткам телеканалов снова вернуться к формату мыльных опер.

## Спин-оффы, сиквелы и приквелы

### «Тихая пристань»
Ещё до премьеры сериала «Даллас» его создатель, Дэвид Джэйкобс, предложил идею сериала о четырёх супружеских парах, но CBS захотело роскошное, похожее на «сагу», телешоу. Поэтому Джэйкобс создал «Даллас», сериал о богатой семье в нефтяном бизнесе. Когда «Даллас» стал хитом, CBS пересмотрело первоначальную идею Джекобса, и она превратилась в спин-офф «Далласа» — «Тихая пристань», премьера которого состоялась 27 декабря 1979 года. Шоу рассказывало о жизни Гэри и Вэлин Юинг (Тэд Шакелфорд и Джоан Ван Арк) после того, как они переехали в Калифорнию, чтобы начать новую жизнь. Ларри Хэгман, Патрик Даффи, Шарлин Тилтон и Мэри Кросби из «Далласа» были приглашёнными звездами в спин-оффе, сыграв своих персонажей, а Тэд Шакелфорд и Джоан Ван Арк в свою очередь в последующие годы продолжали периодически появляться в оригинальном сериале.
«Тихая пристань» прежде всего отличалась от «Далласа» тем, что главным антагонистом сериала была женщина по имени Эбби Фейргейт Каннингем Юинг, которая была аналогом Джей Ара и которую сыграла актриса Донна Миллз. Персонаж Донны Миллз стал визитной карточкой сериала и её часто называли «Лучшей злодейкой в прайм-тайм» наравне с Алексис Колби в исполнении Джоан Коллинз из «Династии» и Анджелы Чаннинг (Джейн Уайман) из «Фэлкон Крест».
Хотя сюжеты «Далласа» и «Тихой пристани» во многом пересекались, в 1986 году, в десятом сезоне продюсеры оригинала решили сделать смерть Бобби сном, а авторы «Тихой пристани» не были готовы на такой шаг. В итоге, в «Тихой пристани» Бобби оставался мёртвым, а в «Далласе» — живым. Сериал выходил в эфир до мая 1993 года, просуществовав ещё два сезона после финала «Далласа» в 1991 году.

### Фильмы и специальные программы
В 1986 году, когда в эфире транслировался девятый сезон, канал CBS выпустил фильм-приквел под названием «Даллас: Ранние годы». Он был показан 23 марта 1986 года и имел высокие рейтинги, а позже был номинирован в двух категориях на премию «Эмми».
После завершения сериала было снято два телефильма-продолжения. Первый, «Даллас: Джей Ар возвращается», впервые был показан 15 ноября 1996 года, а второй, «Даллас: Война Юингов», вышел 24 апреля 1998 года, спустя ровно двадцать лет после премьеры сериала. В обоих фильмах главные роли сыграли Ларри Хэгмэн, Линда Грэй и Патрик Даффи.
7 ноября 2004 года на CBS вышел ретроспективно-документальный фильм «Примирение Далласа: Возвращение в Саутфорк». В нём на ранчо Саутфорк собрались Ларри Хэгман, Патрик Даффи, Линда Грэй, Стив Кэнэли, Кен Керчевал, Виктория Принсипал, Шарлин Тилтон и Мэри Кросби, вспоминая период работы над сериалом.
В 2005 году появилась информация о том, что студия 20th Century Fox готовит полнометражный фильм по мотивам сериала. На главную роль Джей Ара Юинга был утвержден Джон Траволта, однако два года спустя был исключён продюсерами картины. В фильме также должны были сниматься Ширли Маклейн в роли Мисс Элли, Люк Уилсон в роли Бобби и Дженнифер Лопес в роли Сью Эллен. Позже появились слухи, что место Траволты займет Бен Стиллер, но в конечном счёте, проект был заморожен на неопределённое время.

### Другое
На волне популярности сериала был выпущен ряд сопутствующей продукции. В 1980 году писательница Ли Рейнтри выпустила роман «Даллас», основанный на первом сезоне сериала. После было выпущено ещё три книги: «Юинги из Далласа», «Мужчины Далласа» и «Женщины Далласа». Кроме этого, в 1985 году была выпущена книга «Даллас: Полная история семейной саги Юингов», написанная Лаурой Ван Уормер и подробно анализирующая персонажей и рассказывающая историю ранчо Саутфорк. В 1984 году в продажу была выпущена видеоигра Dallas Quest по мотивам сериала, а ранее Los Angeles Times Syndicate подготовила серию комиксов.

### Продолжение 2012 года
В декабре 2009 года появилась информация о том, что Синтия Сидре ведёт переговоры с кабельным телеканалом TNT о возрождении телесериала 1978—1991 годов. Все детали нового сериала на тот момент держалась в секрете и было известно лишь то, что ключевыми героями будут Джон Росс Юинг III, сын Джей Ара и Сью Эллен, и Кристофер, приёмный сын Бобби и Памелы Юинг, а персонажи Ларри Хэгмэна, Линды Грэй и Патрика Даффи должны вернуться в проект. В сентябре 2010 года TNT заказал съёмки пилотного эпизода, разработанного Синтией Сидре. Съёмки проходили весной 2011 года в окрестностях Далласа, а остальные эпизоды первого сезона с конца августа 2011 года снимаются в павильонах студии FOX в Лос-Анджелесе. Премьера одноимённого телесериала-продолжения состоялась 13 июня 2012 на телеканале TNT.